# Mirnyj (rejon jefriemowski)
Mirnyj (ros. Мирный) – osiedle w Rosji, w obwodzie tulskim, w rejonie jefriemowskim. W 2010 liczyło 446 mieszkańców.